# 2020년 하계 올림픽 태권도
2020년 하계 올림픽 태권도는 일본 도쿄 마쿠하리 멧세에서 2021년 7월 24일부터 27일까지, 남녀 4종목씩 총 8개 세부종목으로 나뉘어 128명의 선수가 참가해 치러진다.

## 예선
올림픽 태권도 경기는 총 128명의 선수가 참가한다. 남녀 64명씩, 체급당 16명씩 총 8개 체급으로 나뉘어 치러진다. 각 국가 (NOC)는 한 종목당 한 명씩 출전시킬 수 있으며, 모든 종목에 진출할 경우 남녀 4명씩 최대 8명까지 선수를 내보낼 수 있다. 출전권의 경우 16명 중 5명은 세계 태권도 연맹 (WTF) 올림픽 랭킹을 기준으로, 1명은 WT 그랜드슬램 챔피언스 시리즈를 기준으로, 9명은 대륙별 예선대회 (1명분인 오세아니아를 제외하고 대륙당 2명씩)를 기준으로 배정된다. 남은 출전권 중 4명분은 개최국 일본 (남녀 2종목씩 총 4개 체급을 선택해 진출)에게 돌아가며, 4명분은 IOC-연맹-조직위의 3자위원회 초청 형식으로 배분된다.
한 국가가 이미 랭킹을 통해 남녀 2명씩 출전권을 확보한 상황이라면, 해당 출전권을 포기하지 않는 이상 대륙별 예선 토너먼트에 참가할 수 없게 되어 있다. 이는 자동으로 4명분의 출전권을 부여받는 개최국 일본에게도 적용되는 사항이다.

## 일정
| 종목/날짜  | 7월 24일 | 7월 25일 | 7월 26일 | 7월 27일 |
| ---------- | -------- | -------- | -------- | -------- |
| 남자 58kg  | 결승     |          |          |          |
| 남자 68kg  |          | 결승     |          |          |
| 남자 80kg  |          |          | 결승     |          |
| 남자 +80kg |          |          |          | 결승     |
| 여자 49kg  | 결승     |          |          |          |
| 여자 57kg  |          | 결승     |          |          |
| 여자 67kg  |          |          | 결승     |          |
| 여자 +67kg |          |          |          | 결승     |

## 참가

### 참가규모
| 체급 | 1  | 2  | 3  | 4  |
| ---- | -- | -- | -- | -- |
| 남자 | 16 | 17 | 16 | 16 |
| 여자 | 17 | 17 | 16 | 16 |

## 메달리스트

### 순위
7월 24일 기준.
| 순위 | 국가                 | 금메달 | 은메달 | 동메달 | 합계 |
| ---- | -------------------- | ------ | ------ | ------ | ---- |
| 1    | 러시아 올림픽 위원회 | 2      | 1      | 1      | 4    |
| 2    | 세르비아             | 1      | 0      | 1      | 2    |
| 2    | 크로아티아           | 1      | 0      | 1      | 2    |
| 4    | 미국                 | 1      | 0      | 0      | 1    |
| 4    | 우즈베키스탄         | 1      | 0      | 0      | 1    |
| 4    | 이탈리아             | 1      | 0      | 0      | 1    |
| 4    | 태국                 | 1      | 0      | 0      | 1    |
| 8    | 영국                 | 0      | 2      | 1      | 3    |
| 9    | 대한민국             | 0      | 1      | 2      | 3    |
| 10   | 북마케도니아         | 0      | 1      | 0      | 1    |
| 10   | 스페인               | 0      | 1      | 0      | 1    |
| 10   | 요르단               | 0      | 1      | 0      | 1    |
| 10   | 튀니지               | 0      | 1      | 0      | 1    |
| 14   | 이집트               | 0      | 0      | 2      | 2    |
| 14   | 튀르키예             | 0      | 0      | 2      | 2    |
| 16   | 이스라엘             | 0      | 0      | 1      | 1    |
| 16   | 중화인민공화국       | 0      | 0      | 1      | 1    |
| 16   | 중화 타이베이        | 0      | 0      | 1      | 1    |
| 16   | 쿠바                 | 0      | 0      | 1      | 1    |
| 16   | 코트디부아르         | 0      | 0      | 1      | 1    |
| 16   | 프랑스               | 0      | 0      | 1      | 1    |
| 합계 | 합계                 | 8      | 8      | 16     | 32   |

### 남자
| 종목    | 금                                       | 은                                   | 동                                         |
| ------- | ---------------------------------------- | ------------------------------------ | ------------------------------------------ |
| 58kg급  | 비토 델라퀼라 · 이탈리아                 | 무함마드 할릴 젠두비 · 튀니지        | 장준 · 대한민국                            |
| 58kg급  | 비토 델라퀼라 · 이탈리아                 | 무함마드 할릴 젠두비 · 튀니지        | 미하일 아르타모노프 · 러시아 올림픽 위원회 |
| 68kg급  | 울루그베크 라시토프 · 우즈베키스탄       | 브래들리 신든 · 영국                 | 하칸 레치베르 · 튀르키예                   |
| 68kg급  | 울루그베크 라시토프 · 우즈베키스탄       | 브래들리 신든 · 영국                 | 자오솨이 · 중화인민공화국                  |
| 80kg급  | 막심 흐람초프 · 러시아 올림픽 위원회     | 살리흐 알샤라바티 · 요르단           | 토니 카나에트 · 크로아티아                 |
| 80kg급  | 막심 흐람초프 · 러시아 올림픽 위원회     | 살리흐 알샤라바티 · 요르단           | 사이프 에이사 · 이집트                     |
| +80kg급 | 블라디슬라프 라린 · 러시아 올림픽 위원회 | 데얀 게오르기에프스키 · 북마케도니아 | 인교돈 · 대한민국                          |
| +80kg급 | 블라디슬라프 라린 · 러시아 올림픽 위원회 | 데얀 게오르기에프스키 · 북마케도니아 | 라파엘 알바 · 쿠바                         |

### 여자
| 종목    | 금                             | 은                                     | 동                             |
| ------- | ------------------------------ | -------------------------------------- | ------------------------------ |
| 49kg급  | 파니팍 웡파타나낏 · 태국       | 아드리아나 세레소 · 스페인             | 티야나 보그다노비치 · 세르비아 |
| 49kg급  | 파니팍 웡파타나낏 · 태국       | 아드리아나 세레소 · 스페인             | 아비샤그 셈베르그 · 이스라엘   |
| 57kg급  | 애너스테이시야 졸로티치 · 미국 | 타티야나 미니나 · 러시아 올림픽 위원회 | 뤄자링 · 중화 타이베이         |
| 57kg급  | 애너스테이시야 졸로티치 · 미국 | 타티야나 미니나 · 러시아 올림픽 위원회 | 하티제 퀴브라 일귄 · 튀르키예  |
| 67kg급  | 마테아 옐리치 · 크로아티아     | 로런 윌리엄스 · 영국                   | 뤼트 그바그비 · 코트디부아르   |
| 67kg급  | 마테아 옐리치 · 크로아티아     | 로런 윌리엄스 · 영국                   | 헤디야 말라크 · 이집트         |
| +67kg급 | 밀리차 만디치 · 세르비아       | 이다빈 · 대한민국                      | 알테아 로랭 · 프랑스           |
| +67kg급 | 밀리차 만디치 · 세르비아       | 이다빈 · 대한민국                      | 비앙카 워크든 · 영국           |

## 같이 보기
- 2016년 하계 올림픽 태권도
- 2018년 아시안 게임 태권도
- 2019년 세계 태권도 선수권 대회
- 올림픽 태권도